# Moddersalamander
De moddersalamander (Pseudotriton montanus) is een knalrode salamander uit de familie longloze salamanders (Plethodontidae). De soort werd voor het eerst wetenschappelijk beschreven door Spencer Fullerton Baird in 1850. Later werd de wetenschappelijke naam Spelerpes montana gebruikt.

## Uiterlijke kenmerken
Deze soort lijkt sterk op de rode salamander (Pseudotriton ruber), maar deze laatste soort is groter en minder aan water gebonden. Het is een beetje aan het lichaam te zien; deze soort is langgerekter en dunner, de poten zijn groter en de staart juist kleiner, ook blijft deze soort rond de 15 centimeter. Ander belangrijke kenmerken zijn de veel minder stompe kop ten opzichte van de rode salamander, de kleine zwarte vlekjes over het hele lijf die bij deze soort verder uit elkaar liggen ook de ogen zijn duidelijk groter en zwart van kleur.

## Algemeen
De soort komt voor in grote delen van het oosten van de Verenigde Staten, en leeft in graslanden en moerassen in poelen of ondergelopen weilanden. De moddersalamander is vrij sterk aan water gebonden, en zit meestal ingegraven in de modder als hij niet jaagt. Soms komt het dier ook verder uit de buurt van oppervlaktewater, maar blijft altijd onder de vochtige bescherming van bladeren, stenen of mos. Bij ontdekking graaft de salamander snel een holletje in de modder om te ontsnappen. Het voedsel bestaat uit kleine ongewervelden, die met de brede en snelle tong gevangen worden.